# Pomona-North (Metro de Los Ángeles)
Pomona-North es una estación bajo construcción en la línea A del Metro de Los Ángeles y es administrada por la Autoridad de Transporte Metropolitano del Condado de Los Ángeles. La estación se encuentra localizada en Pomona, California. Es la cuarta estación en la extensión Foothill en el valle de San Gabriel del condado de Los Ángeles. Esta programada la inauguración para el 9 de septiembre de 2025.
Será la actual terminal de la línea A. Esta bajo construcción de la fase Foothill 2B con dos estaciones hacia Montclair, California. Por completar en 2030.
La estación tiene servicio de la Línea San Bernardino de Metrolink. La estación adjunta tendrá el mismo nombre. 

## Servicios
- Foothill Transit:197, 291, 492
- Cal Poly Pomona - Bronco Express